# 핀들리 도요타 센터
핀들리 도요타 센터(영어: Findlay Toyota Center)는 미국 애리조나주 프레스콧 밸리에 위치한 실내 경기장이다. 과거 CHL 애리조나 선독스의 홈경기장으로 사용했고, 현재 G 리그 노던 애리조나 선스의 홈경기장으로 사용되고 있다.